# Walk of Game

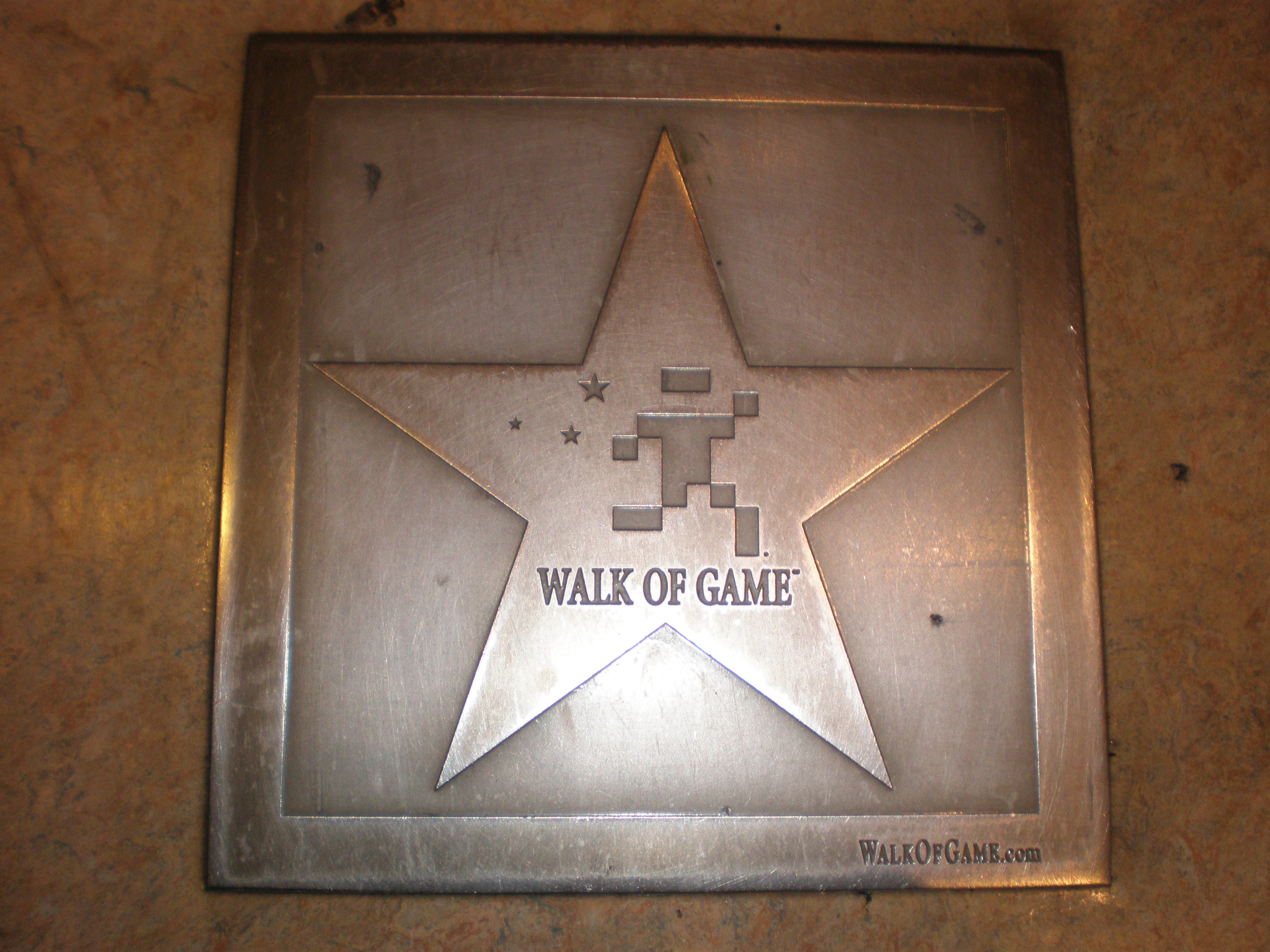
L'étoile sans nom du Walk of Game

Le Walk of Game honore les réussites du jeu vidéo. Il est situé à San Francisco, à l'intérieur du complexe Sony Metreon. Il est sous la responsabilité de Sony USA. Annoncé en septembre 2004, le site web a ouvert en octobre 2004 et le lieu en lui-même le 8 mars 2005.
Depuis 2006 et la vente du complexe par Sony, le Walk of Game n'est plus mis à jour.  En 2012, le lieu a été converti en centre commercial appartenant à la chaîne de magasins Target Corporation, entrainant la suppression du Walk of Game.
Les membres actuels du Walk of Game sont : Shigeru Miyamoto, Nolan Bushnell, John Carmack, Sid Meier (lifetime achievement), Mario, Link, Sonic, Lara Croft, John-117, StarCraft, Final Fantasy et EverQuest (game/character).

## Walk of Game 2006
Pour l'année 2006, il y avait 30 nommés (les vainqueurs sont en gras) :
- John Carmack (Doom)
- Peter Molyneux (Populous, Fable)
- Sid Meier (Civilization, Pirates!)
- Toru Iwatani (Pac-Man)
- Will Wright (Sims)
- Castlevania
- Civilization
- Donkey Kong
- Doom
- EverQuest
- Final Fantasy
- Fox McCloud (Star Fox)
- Frogger
- Grand Theft Auto
- Half-Life

- Lara Croft (Tomb Raider)
- Madden NFL
- Mortal Kombat
- Myst
- Pac-Man
- Pitfall Harry (Pitfall!)
- Pong
- Quake
- Resident Evil
- Samus Aran (Metroid)
- Space Invaders
- StarCraft
- Street Fighter II
- Tetris
- Les Sims